# Adenike Akinsemolu
Adenike Adebukola Akinsemolu est une universitaire et une militante nigériane du développement durable, une éducatrice, une auteure et une entrepreneuse sociale. Elle est chargée de cours à l'université Obafemi Awolowo (Adeyemi College Campus). Elle est connue comme l'une des principales expertes du pays en matière de développement durable. Elle mène également des recherches avec l’université de Cambridge.
Elle a fondé l'initiative Green Campus, qui est devenue le Green Institute. Elle a fondé également le Girl Prize, qui offre un soutien financier et un mentorat à de jeunes lycéennes nigérianes. Son action a été plusieurs fois primée. Elle est l'auteure d'ouvrages et d'articles publiés dans des revues universitaires sur le rôle des micro-organismes dans la réalisation des objectifs de développement durable.

## Biographie
Adenike Akinsemolu est née dans l'État d'Ondo, au Nigeria. Elle est titulaire d'une maîtrise et d'un doctorat en microbiologie environnementale, de l'université Babcock et de l'université fédérale de technologie (Federal University of Technology Akure, à Akure, dans l'État d'Ondo) ainsi que d'un diplôme de troisième cycle en éducation de l’université Obafemi-Awolowo. Elle a travaillé pour la Fondation Clinton à New York et a ensuite créé l'initiative Green Campus.
En 2015, Akinsemolu a fondé en effet la Green Campus Initiative (GCI). En 2016, l'Initiative du campus vert s'est transformée en Institut, le Green Institute, l'institution de recherche et de formation en matière de durabilité, et une entreprise sociale. Le professeur Damilola Olawuyi (en) est devenu le premier président de l'institut. L'institut propose des programmes académiques sur la durabilité et des activités sur la construction de l'entrepreneuriat social. Akinsemolu a défendu également la cause de l'éducation des filles et a fondé le Girl Prize, un programme de bourses et de mentorat.
Elle multiplie les présences dans diverses institutions pouvant agir pour le développement durable. Ainsi, elle est membre associée de la Royal Commonwealth Society, et membre du Comité directeur national de l'Association des praticiens de l'énergie durable du Nigeria (SEPAN) sous l'égide du ministère de l'Énergie. Elle est lauréate du prix Robert Bosch Stiftung Young Researcher Award. En 2015, Sahara Reporters a réalisé un documentaire sur son parcours. Elle est associée académique au Réseau des solutions pour le développement durable des Nations unies et membre du comité scientifique de la 6e Conférence internationale annuelle sur le développement durable (ICSD), à l'Institut de la Terre de l'Université de Columbia. En 2020, elle a publié le livre The Principles of Green and Sustainability (Les principes de l'écologie et de la durabilité), qui examine les questions de durabilité en Afrique. Elle est aussi l'auteur d'articles publiés dans des revues universitaires, notamment sur le rôle des micro-organismes dans la réalisation des objectifs de développement durable.
En mars 2021, Adenike Akinsemolu, chargée de cours à l'université Obafemi Awolowo (Adeyemi College Campus), est reconnue comme l'un des meilleurs jeunes leaders en matière de conservation sur le continent, devenant l'un des lauréats nigérians du prix Africa's Top 100 Young Conservation Leaders décerné par l'Alliance africaine du YMCA, l'Organisation mondiale du mouvement scout, l'African Wildlife Foundation et le Fonds mondial pour la nature.
En 2023, Adenike Akinsemolu annonce avoir obtenu une bourse lui permettant de travailler en collaboration avec des collègues de l'université de Birmingham sur un thème de recherche intitulé Advancing Just and Inclusive Net-Zero Energy Transitions.